# Geregi
Geregi – przysiółek wsi Kobylnica Wołoska w Polsce, położony w województwie podkarpackim, w powiecie lubaczowskim, w gminie Wielkie Oczy.
W latach 1975–1998 przysiółek należał administracyjnie do województwa przemyskiego.
Należy do rzymskokatolickiej parafii Trójcy Przenajświętszej w Potoku Jaworowskim.